# Долбино (Тульская область)
Долбино — деревня в Белёвском районе Тульской области России. Население - 3 человека (2021).
В рамках административно-территориального устройства входит в Ровенский сельский округ Белёвского района, в рамках организации местного самоуправления включается в сельское поселение Левобережное.

## География
Расположена в 8 км к западу от районного центра, города Белёва, и в 115 км к юго-западу от областного центра. 

## История
Упоминается в 1596 г. в челобитной Назарца Перхурьева, приказчика села Вейны, которое принадлежало Иосифо-Волокаламскому монастырю. На момент написания челобитной село Долбино было захвачено у Иосифо-Волокаламского монастыря братьями Киреевскими.
В 1598-1599 гг. состоялось межевание, по которому село осталось во владении Киреевских.
Долбино входило в состав Лихвинского уезда Калужской губернии, а находилось в семи верстах от города Белёва Тульской губернии. Калужский краевед Д. А. Малинин указывал: «Долбино. В Лихвинском … уезде, почти на границе с Белевским, находится село Долбино — Тёмная Пятница».
До 1929 года Лихвинский уезд был в составе Калужской губернии, а после введения нового районирования отошёл сначала к Московской, а потом (1938) к Тульской области. Сейчас Долбино находится в Белевском районе Тульской области.
Долбино — родовая усадьба Киреевских. Они владели имением с 1618 по 1898 год. Василий Семёнович Киреевский получил его при царе Михаиле Фёдоровиче. В родовое имение Киреевских входили деревни Черемашня, Зизнево, Ретюнь, Слободка и село Долбино.
В «Описании и алфавитах к Калужскому атласу» (1782) упоминаются владения Ивана Васильевича Киреевского, полного тёзки и деда известных братьев Ивана Васильевича и Петра Васильевича Киреевских. Долбино в то время имело 69 дворов, жили в селе 167 мужчин и 178 женщин. В XVII веке здесь была построена каменная церковь Успения Пресвятой Богородицы. Господский дом был деревянный, с плодовым садом. О усадьбе рассказывали, что в ней было «множество надворных построек, великолепные сады и — большой дом на высоком фундаменте, с мрамрною облицовкою стен внутри».
Родители братьев Киреевских летом 1812 года, с началом Отечественной войны, уехали из Долбина в Орёл, где в своей деревне Киреевская слободка их отец — отставной секунд-майор Василий Иванович Киреевский — разместил 90 раненых и обеспечил им лечение и уход. Сам же заразился тифом и умер 1 ноября 1812 года. Мать, Авдотья Петровна, с тремя малолетними детьми вернулась в Долбино. Осенью 1814 года в Долбино гостил Василий Андреевич Жуковский — эта «Долбинская осень» стала плодотворным периодом в его творчестве. В 1817 году в Долбино появился Алексей Андреевич Елагин, за которого вышла замуж Авдотья Петровна. Человек незаурядный, увлекавшийся новейшей философией, он оказал несомненное влияние на братьев Ивана и Петра Киреевских.
С 1837 по 1856 год имением владел Иван Васильевич Киреевский, а после его смерти — его вдова, Наталия Петровна. В 1861 году в связи с проведением реформы владельцы имений должны были разделить свои земли с крестьянами. В областном архиве хранится прошение надворной советницы Наталии Петровны Киреевской «о развёрстании земли» имения между крестьянами и владелицей.
В 1863 г. в селе было 36 дворов, в которых проживало 287 жителей (149 мужчин и 138 женщин)
В 1865 году, после раздела земель при проведении крестьянской реформы, во владение Долбином вступил сын И. В. Киреевского Николай Иванович, который с февраля 1876 по январь 1878 года был уездным предводителем дворянства по Лихвинскому уезду. В селе в это время проводились ярмарки.
Имение не сохранилось, оно сгорело в годы революций в 1917 году. Церковь была разрушена уже в 1930-е годы, кирпич пошёл на строительство дороги до Белёва.
В годы Великой Отечественной войны деревня находилась в районе боёв и действий партизан. В южной части деревни расположена братская могила погибших зимой 1941—1942 годов 357 бойцов Красной Армии, имена 325 из них известны; в северной части деревни — братское захоронение 177 человек, имена всех известны. В одном километре к западу от деревни расположено братское захоронение 600 человек, известны имена 150 из них.
В 1986 году на месте, где стоял дом Киреевских, установлен обелиск в память о братьях Киреевских.

## Население
| 2010 |
| ---- |
| 5    |